# Longbenton
Longbenton – miasto w Anglii, w hrabstwie ceremonialnym Tyne and Wear, w dystrykcie metropolitalnym North Tyneside. Leży 4 km na północny wschód od centrum Newcastle i 400 km na północ od Londynu. Miasto liczy 34 878 mieszkańców.